# Hr.Ms. Pangrango
Hr.Ms. Pangrango – holenderski torpedowiec z przełomu XIX i XX wieku, jedna z sześciu jednostek typu Ophir. Okręt został zwodowany w 1901 roku w brytyjskiej stoczni Yarrow Shipbuilders w Poplar i w 1901 roku wszedł w skład Koninklijke Marine. Jednostka została skreślona z listy floty w 1919 roku.

## Projekt i budowa
Torpedowce I klasy typu Ophir były powiększoną wersją okrętów typu Hydra . Trzy pierwsze jednostki powstały w Wielkiej Brytanii, a pozostałe zbudowano w stoczni krajowej .
Hr.Ms. „Pangrango” zbudowany został w stoczni Yarrow w Poplar (numer stoczniowy 1091) . Stępkę okrętu położono w 1900 roku, a zwodowany został w 1901 roku .

## Dane taktyczno-techniczne
Okręt był torpedowcem o długości całkowitej 46,63 metra, szerokości 4,7 metra i zanurzeniu 2,4 metra . Wyporność normalna wynosiła 105 ton, a pełna 140 ton . Siłownię jednostki stanowiła maszyna parowa potrójnego rozprężania o mocy 1900 KM, do której parę dostarczały dwa kotły Yarrow. Prędkość maksymalna napędzanego jedną śrubą okrętu wynosiła 25 węzłów . Okręt zabierał zapas 32 ton węgla, co zapewniało zasięg wynoszący 2200 Mm przy prędkości 10 węzłów .
Na uzbrojenie artyleryjskie okrętu składały się dwa pojedyncze działa Kruppa kalibru 50 mm L/37 . Broń torpedową stanowiły trzy pojedyncze wyrzutnie kal. 450 mm .
Załoga okrętu składała się z 25 oficerów, podoficerów i marynarzy .

## Służba
Hr. Ms. „Pangrango” został wcielony do Koninklijke Marine w 1901 roku . Okręt wycofano ze składu floty w 1919 roku .